# Kababina yungaburra
Kababina yungaburra is een spinnensoort in de taxonomische indeling van de Stiphidiidae.
Het dier behoort tot het geslacht Kababina. De wetenschappelijke naam van de soort werd voor het eerst geldig gepubliceerd in 1995 door V. T. Davies.